# Famille de Maria
La famille de Maria est une famille d'astéroïdes de la ceinture principale en orbite autour du Soleil à une distance comprise entre 2,5 et 2,706 ua. Les membres de cette famille ont une inclinaison typiquement comprise entre 12 et 17 degrés. La famille tire son nom de celui de l'astéroïde (170) Maria.

## Membres de la famille
| Nom              | a (ua) | e     | i (°) |
| ---------------- | ------ | ----- | ----- |
| (170) Maria      | 2.553  | 0.065 | 14.40 |
| (292) Ludovica   | 2.529  | 0.034 | 14.92 |
| (652) Jubilatrix | 2.554  | 0.127 | 15.77 |
| (714) Ulula      | 2.535  | 0.058 | 14.27 |
| (787) Moskva     | 2.539  | 0.129 | 14.84 |
| (875) Nymphe     | 2.552  | 0.151 | 14.59 |
| (879) Ricarda    | 2.531  | 0.155 | 13.68 |
| (897) Lysistrata | 2.541  | 0.094 | 14.32 |
| (1158) Luda      | 2.564  | 0.112 | 14.85 |
| (1215) Boyer     | 2.578  | 0.133 | 15.91 |
| (2089) Cétacé    | 2.533  | 0.156 | 15.39 |
| (3066) McFadden  | 2.527  | 0.133 | 15.57 |